# ヨハネス・ミューレンカンプ
ヨハネス・ルドルフ・ミューレンカンプ（Johannes Rudolf Mühlenkamp、1910年10月9日‐1986年9月23日）は、ナチス・ドイツの軍人。武装親衛隊（waffen-SS）の将校。第5SS装甲師団「ヴィーキング」の戦車隊司令官として知られる。最終階級は親衛隊大佐（SS-Standartenführer）。

## 略歴
モンティニー＝レ＝メスで生まれた（当時ドイツ帝国に併合されていた）。1933年4月にナチス党と親衛隊（SS）に入隊した。党員番号は2800042。親衛隊隊員番号は86065。1934年に武装親衛隊の前身となる親衛隊特務部隊の第二連隊「ゲルマニア」に配属された。1935年にはブラウンシュヴァイクの親衛隊士官学校へ入学し、ここを卒業して親衛隊少尉に任官した。
1939年のポーランド戦には「ゲルマニア」所属の第15オートバイ歩兵中隊長として従軍した。ミューレンカンプは、この戦争で第一級鉄十字章と第二級鉄十字章を真っ先に取得した軍人の一人であった。続く西部戦線でははじめパウル・ハウサーの副官を務めたが、1940年12月から第2SS装甲師団「ダス・ライヒ」所属の偵察大隊隊長を務めた。東部戦線においては死を恐れぬ勇猛果敢な戦いをしたが、スモンレンスクで激しい負傷をする。1942年2月からしばらく病院で療養。この療養中の1942年6月に黄金ドイツ十字章を受章する。軍務に復帰したのち、第5SS装甲師団「ヴィーキング」の戦車大隊の隊長に命じられた。ロストフ進撃に際して大きな活躍をした。この活躍が評価され、ミューレンカンプの大隊は連隊に規模を拡大し、ミューレンカンプは連隊長となった。
その後もミューレンカンプ戦車連隊は勇猛な戦いをつづけ、自軍からは「勇猛なヴィーキング師団の中でも最強の部隊」と勇名を馳せる一方ソ連軍からは「恐怖の部隊」として悪名高くなっていった。1944年9月には騎士鉄十字章柏葉章を受章した。1944年8月、ヴィーキングの師団長だったヘルベルト・オットー・ギレ親衛隊大将が第IVSS戦車軍団司令官になったのを機にミューレンカンプがヴィーキングの師団長となった。しかし一時的な処置で10月にはカール・ウルリヒ（en:Karl Ullrich）親衛隊上級大佐に交代している。
1945年1月から2月にかけて第32SS義勇擲弾兵師団の指揮をとったのを最後の軍務としてドイツ敗戦を迎えた。
ミューレンカンプは、1986年に西ドイツの都市ゴスラーで死去している。